# Cornutrypeta gansunica
Cornutrypeta gansunica es una especie de insecto del género Cornutrypeta de la familia Tephritidae del orden Diptera.

## Historia
Fue descrita científicamente por primera vez en el año 2008 por Chen & Wang.